# Kostel Proměnění Páně (Varnsdorf)
Kostel Proměnění Páně ve Varnsdorfu na Děčínsku je kostel užívaný starokatolickou církví. Stavba kostela v novorománském slohu byla zahájena roku 1873 a již v říjnu roku 1874 bylo možné osadit věžní špici. Na věž byly pořízeny čtyři zvony. Dne 27. prosince 1874 byl kostel slavnostně otevřen.

## Historie

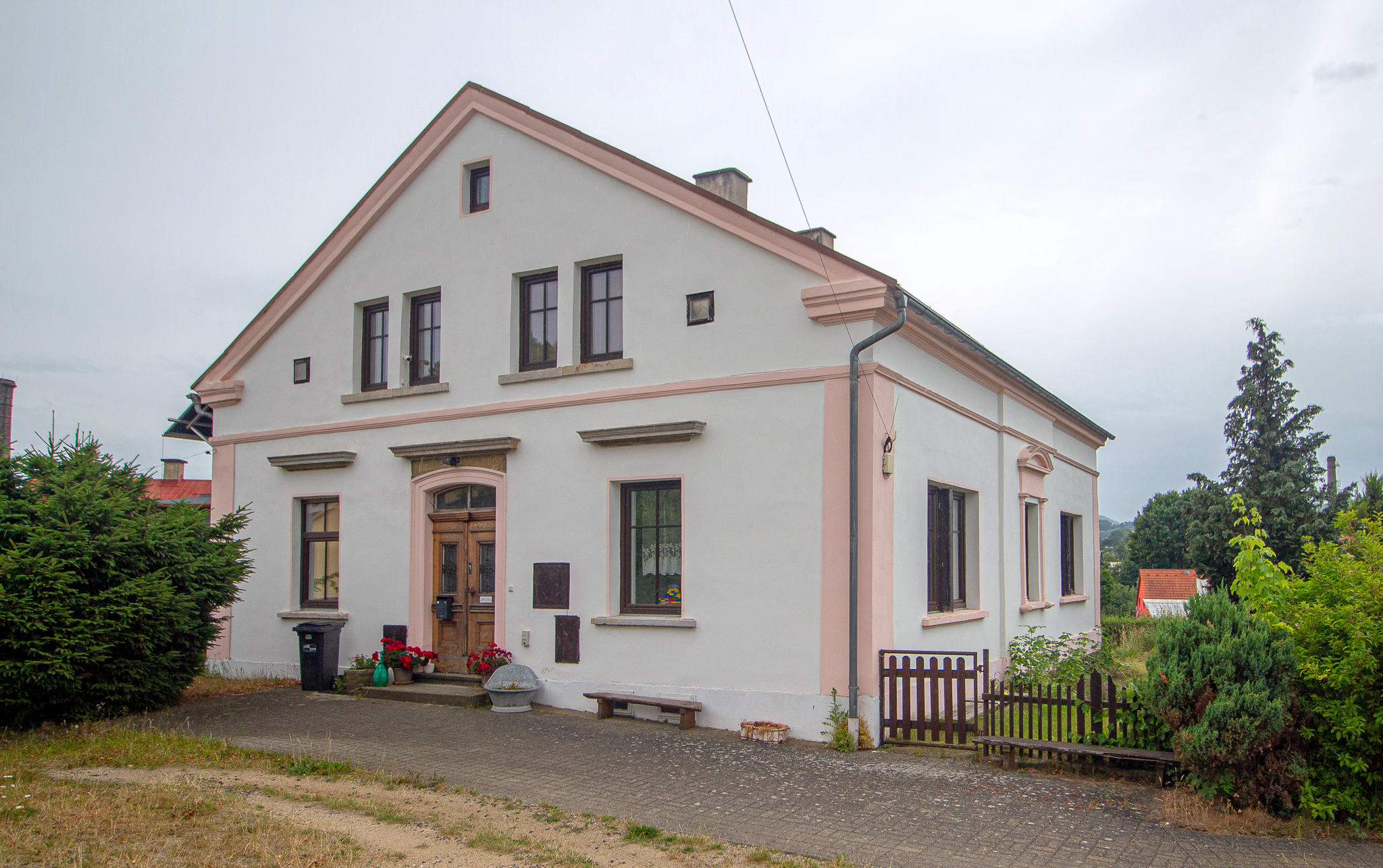
Farní dům u kostela

Koncem srpna 1880 začala stavba fary. K 1. lednu 1897 došlo k přeložení biskupského sídla z Vídně do Varnsdorfu a k povýšení kostela na katedrálu. Nejkrásnější ozdobou kostela je alabastrová socha Krista na oltáři, kam byla umístěna v červenci 1882.
Kostel a město Varnsdorf sehrály důležitou roli v církevních dějinách. Svolání prvního vatikánského koncilu 8. prosince 1869 bylo podnětem k náboženskému rozkolu. Ten vyvolal v Německu velké hnutí, které se přeneslo i do Rakouska. Duchovním původcem tohoto hnutí se stal Anton Nittel. Vyvrcholením tohoto hnutí byl vznik Starokatolické církve. Stát uznal Starokatolickou církev v roce 1877 a v tehdejším Rakousku-Uhersku vznikly tři náboženské obce – Vídeň, Varnsdorf a Ried.
Nacisté jí za druhé světové války příliš nepřáli. Po odsunu sudetských Němců se Starokatolická církev stala snadnou obětí komunistické diktatury a kostel sloužil k mnoha účelům, byl např. i městským kolumbáriem.
V roce 1995 se rozhodlo o přesunu biskupství z Varnsdorfu do Prahy. Kostel se stal chrámem konkatedrálním a po dokončených opravách byl přejmenován na kostel Proměnění Páně. V roce 2000 započala oprava vitrážových oken.